# Bennacott
Bennacott – wieś w Anglii, w Kornwalii. Leży 103 km na północny wschód od miasta Penzance i 314 km na zachód od Londynu.